# غاري نيل (لاعب كرة قدم)
غاري نيل (بالإنجليزية: Gary Neil)‏ (16 أغسطس 1978 بغلاسكو في المملكة المتحدة - ) هو لاعب كرة قدم بريطاني في مركز الدفاع. لعب مع ليستر سيتي ونادي توركي يونايتد.

## وصلات خارجية
- غاري نيل على موقع قاعدة بيانات كرة القدم.إي يو (الإنجليزية)
- غاري نيل على موقع Soccerbase.com (لاعب) (الإنجليزية)